# Pagan (miasto)
Pagan (birm. ပုဂံ /bəɡàɴ/; ang. Bagan; pali Arimaddana) – starożytne miasto i księstwo w Mjanmie (Birmie) słynące z wielkiej liczby (2230) buddyjskich pagód (524), świątyń (911), klasztorów (415) i 380 innych obiektów. Położone w środkowej Mjanmie, w Prowincji Mandalaj, nad rzeką Irawadi. W latach 1044–1287 miasto było stolicą Pierwszego Imperium Birmańskiego (Królestwa Paganu). Obecnie pozostałości miasta tworzą Strefę Archeologiczną Pagan (Bagan Archaeological Zone), która obejmuje kilka miejscowości (m.in. Nyaug U, Wetkyi-in, Pugan Dyoyaung (ang. Old Bagan), New Bagan) na obszarze długości 13 km i szerokości 8 km.

## Toponimia
Klasyczna nazwa palijska (Arimaddana) tłumaczy się jako „Miażdżące Wrogów”. Obecna nazwa Pagan pochodzi od starobirmańskiego słowa Pukam (ပုကမ်).

## Historia
Przez większą część pierwszego tysiąclecia naszej ery teren obecnego Paganu zamieszkiwała grupa etniczna Pyu posługująca się językiem należącym do grupy języków tybeto-birmańskich. Z okresu tego nie zachowały się żadne budowle, choć cegły, z których je wznoszono, a nawet fundamenty wykorzystywano później do budowy obiektów istniejących współcześnie. Przypuszcza się, że Pyu zostali zastąpieni przez napierających z północy Birmańczyków w IX lub X wieku. Chociaż niektóre kroniki jako daty założenia Paganu podają nawet lata od 444 przed Chr. do 107 po Chr., należy je jednak uznać za daty mityczne, mające podkreślać status i starożytność birmańskiej stolicy. Za moment powstania Paganu przyjmuje się obecnie najczęściej rok 849, kiedy to panujący Pyu król Pyinbya miał zbudować mury (najstarszą istniejącą obecnie w Paganie budowlę) i fosę otaczające miasto oraz bramę Tharabha, jednak badania zawartości izotopu węgla 14C w murach podważają tę datę, przesuwając ją nawet między lata 990 a 1230 po Chr. Najwcześniejsza data, jaką odczytano z inskrypcji na kamieniu fundacyjnym umieszczonym w świątyni Kubyaukgyi, to rok 1113. Inskrypcje zawierające wcześniejsze daty są kopiami, więc ich autentyczność może być podważana.
Pierwsze materialne dowody na istnienie niezależnej dynastii birmańskiej w Paganie pochodzą z okresu panowania Anawrahty w XI w. Początkowo, w XI wieku, budynki wznoszono na otoczonym murami terenie nad brzegiem Irawadi (obecnie na terenie wsi Old Bagan), ale już w wieku następnym zaczęto wznosić budowle także na płaskiej, otwartej przestrzeni rozpościerającej się na wschód od rzeki. Wykopaliska przeprowadzone na terenie otoczonym dawnymi murami sugerują, iż istniała tam wcześniej budowla wzniesiona z drewnianych pali. Był to prawdopodobnie pałac wzmiankowany w inskrypcji pochodzącej z okresu panowania Kyanzitthy. Począwszy od czasu panowania Anawrahty Pagan stał się ośrodkiem religijnym i naukowym: sprowadzeni z Indii i Cejlonu mnisi poza nauczaniem zajmowali się badaniami lingwistycznymi, filozofią, prawem i medycyną. Było to też miasto wielonarodowe – oprócz Birmańczyków zamieszkiwali je potomkowie Pyu i Monowie. Pamiątką tej wieloetniczności jest inskrypcja Myazedi znajdująca się w Myinkabie, na południe od Paganu.
Nie wyjaśniono dotąd, jaka była przyczyna upadku Paganu w XIV wieku. Często za wydarzenie decydujące przyjmuje się serię najazdów mongolskich wojsk Kubilaj-chana w latach 80. XIII wieku. Na poparcie tego wyjaśnienia brak jednak dowodów historycznych oraz ze sfery historii sztuki. Wszystko wskazuje raczej na to, że nie był to pojedynczy kataklizm w rodzaju najazdu, zarazy czy kryzysu ekonomicznego. Upadek Paganu wynikał raczej z przeniesienia stolicy państwa do Ava i w konsekwencji, utraty względów i opieki panujących. Pagan nigdy nie został porzucony i nie przestał być miejscem uważanym za święte, jednak jego znaczenie zdecydowanie zmalało. Przez wieki region doświadczył też wielu trzęsień ziemi (z których jedno z największych miało miejsce w roku 1975). Zdarzały się też olbrzymie pożary. Budowle popadały stopniowo w całkowitą ruinę, choć wznoszono także nowe (ok. 200) oraz przeprowadzano niewielkie renowacje. Odbudowę na dużą skalę rozpoczęto na początku lat 90. ubiegłego wieku. Niestety, jakość prowadzonych prac jest przedmiotem zdecydowanej krytyki historyków sztuki i konserwatorów.

## Architektura
Prawie wszystkie zachowane budowle Paganu należą do jednej z trzech głównych kategorii: świątyń, stup i klasztorów. Dużo rzadziej spotyka się biblioteki oraz skromne budynki z jednym pomieszczeniem przeznaczonym na święty wizerunek. Jedenaście największych budowli powstało w XII i XIII wieku, a każda z nich przypisywana jest konkretnemu królowi. Począwszy od XIII wieku olbrzymie budynki zaczynają ustępować znacznie mniejszym, ale liczniejszym konstrukcjom tworzącym zespoły klasztorne. Jak głoszą inskrypcje, budowa największych nawet świątyń nie zajmowała więcej niż 3–4 lata, a wzniesienie średniej wielkości świątyni w strefie otoczonej murami (Shwegugyi) zajęło tylko 7,5 miesiąca.
Świątynie służą wiernym, którzy mogą wejść do świętej przestrzeni zawierającej jeden lub więcej wizerunków Buddy. Architekci Paganu wykorzystywali dwa podstawowe plany świątyń do stworzenia niezliczonych ich wariantów. Pierwszy z tych planów opiera się na litym ceglanym rdzeniu otoczonym przez sklepiony korytarz, podczas gdy drugi przewiduje otwartą, sklepioną świętą przestrzeń w centrum, często otoczoną również zwykle krytym korytarzem. Świątynie budowane były na planie krzyża bądź czworokąta. Wyjątkową cechą architektury Paganu było istnienie świątyń i stup budowanych na planie pięciokąta.
Jeśli chodzi o strukturę pionową, to typowa dla Paganu jest piramida kilku (zwykle trzech) tarasów ze stupą umieszczoną na szczycie. Spotyka się dwie odmiany tego układu: stupa może spoczywać bezpośrednio na najwyższym z tarasów lub też na najwyższym tarasie może stać wieża (wimana) o wypukłych ścianach, a dopiero na niej stupa. Drugie z tych rozwiązań jest spotykane w Paganie częściej.
Świątynie otaczane były murami, których praktycznym zastosowaniem była ochrona przed pożarami. Pod koniec XII wieku zaczęto wznosić większe, dwupiętrowe świątynie, takie jak Thatbyinnyu i Sulamani (1183). Największą ze świątyń jest Dhammayangyi – chociaż nie ma ona dwóch pięter, to posiada kilka tarasów na dachu.
Stupy (nazywane też w Birmie pagodami – birm. paya) nie zawierają wewnętrznej przestrzeni dostępnej dla wiernych – ich rolą jest przechowywanie relikwii, takich jak fragmenty kości Buddy, czy też jego wizerunki sporządzone z drogocennych materiałów. Umieszczone na stupach inskrypcje bardzo rzadko określają, jakie konkretnie relikwie są w nich zawarte. Chociaż stupy mogą posiadać różne kształty, największe z nich, jak na przykład Szwezigon, mają formę dzwonu. Forma ta jest charakterystyczna dla architektury birmańskiej.
Ze względu na stosowane typowe rozwiązania konstrukcyjne i styl, architekturę Paganu dzieli się na dwa okresy: wczesny i późny.

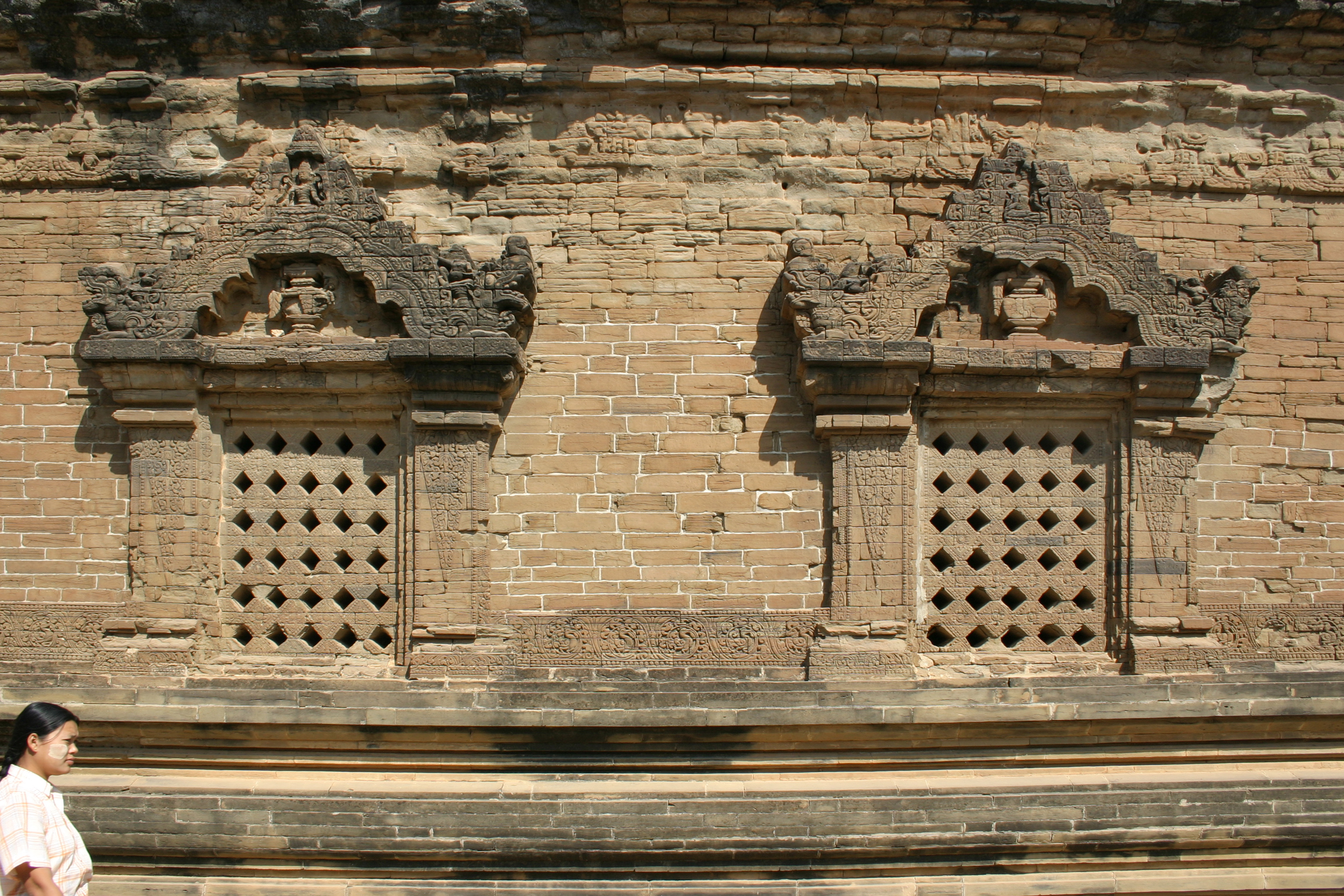
Świątynia Nanpaya (ok. 1060-1070).
Przesłony na oknach

### Okres wczesny (850-1120 po Chr.)
- Dominuje oś pozioma, uwagę zwraca szerokość budowli
- Budynki jednopiętrowe, oparte na planie otwartej przestrzeni
- Wnętrza przypominające jaskinie
- Słabe oświetlenie, okna z przesłonami
- Zarówno konstrukcja, jak i ornamenty wykazują wyraźnie wpływy indyjskie
- Przeważają półsklepienia i łuki półkoliste

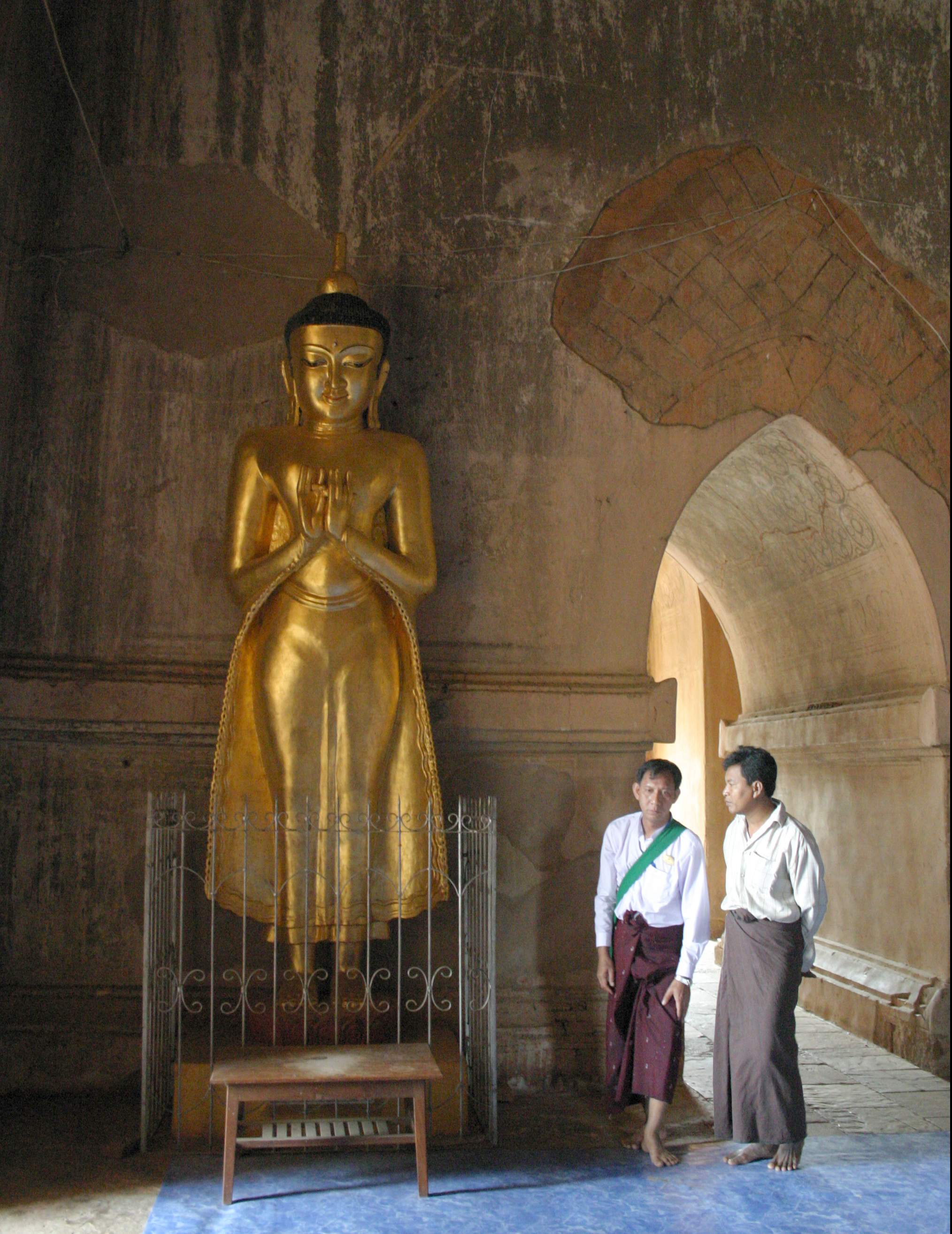
Świątynia Htilominlo (1218).
Dobrze oświetlone wnętrze, ostre pełne łuki z cegłami ułożonymi długimi bokami na zewnątrz

### Okres późny (1120-1300 po Chr.)
- Silniejszy nacisk na oś pionową
- Pojawiają się świątynie dwupiętrowe, przy czym główna świątynia znajduje się na piętrze górnym
- Częsty plan z ceglanym rdzeniem, co wzmacniało konstrukcję i umożliwiało dodanie drugiego piętra
- Wnętrza lepiej oświetlone, okna bez przesłon
- Dominują sklepienia kolebkowe
- Kształt stup przypominający piramidę
- Świątynie (Shwekunchar, Payangazu) i stupy (Dhammayazika) na planie pięciokąta

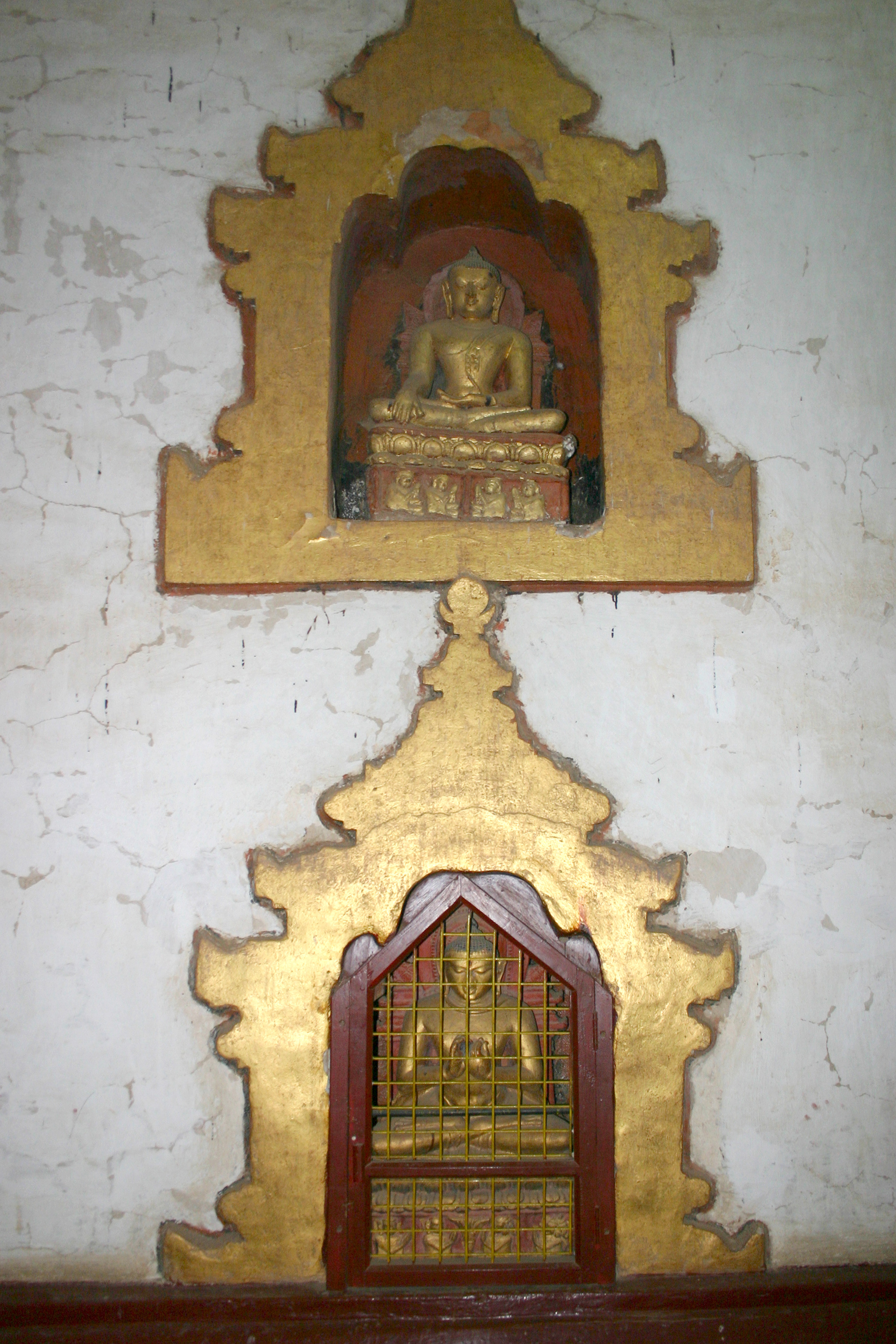
Świątynia Ananda (1105).
Sceny z życia Buddy – dominuje jego postać, narracja zepchnięta na przednią ścianę piedestału

### Unikatowe cechy architektury Paganu
- Niektóre świątynie i stupy budowane na planie pięciokąta
- Zastosowanie sklepień łukowych
- Brak zaprawy (lub jej minimalna ilość) w konstrukcji łuków oraz ułożenie cegieł długimi bokami na zewnątrz
- W przedstawieniach scen z życia Buddy dominuje jego postać, a warstwa narracyjna zepchnięta jest na dalszy plan.

## Najważniejsze obiekty
Miejscowa ludność wyróżnia „cztery wielkie świątynie” Paganu:
- Gawdawpalin – jako najbardziej elegancką
- Ananda – jako najpiękniejszą
- Dhammayangyi – jako największą
- Thatbyinyu – jako najwyższą

### Pagoda Szwezigon
(birm.: ရွှေစည်းခုံ စေတီတော် /sw̥èisígòʊ̃ zèidìtɔ̀/)

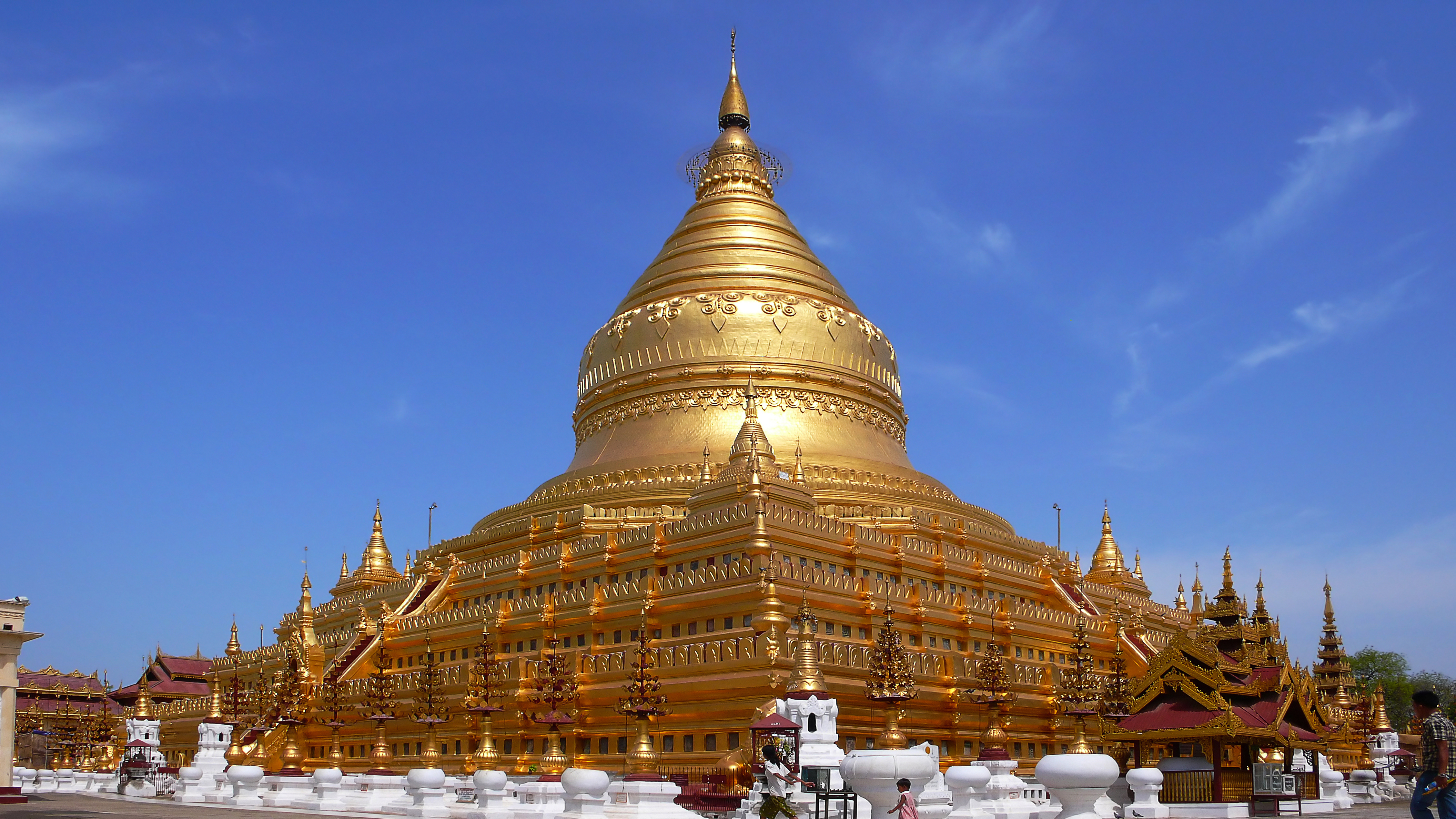
Pagoda Szwezigon

Obok stupy Shwensandaw jest ona najbardziej typowym przykładem architektury Wczesnego Okresu w Paganie. Kroniki przypisują ufundowanie tej stupy Anawrahcie. Ma ona zawierać kość czołową i ząb Buddy. Kość została zrabowana przez Anawrahtę ze stupy w Sri Kszetra, ząb zaś był darem króla Sri Lanki. Ząb Buddy miał ulec rozmnożeniu, a lokalizację pagody Szwezigon oraz stup, w których złożono poszczególne repliki, wyznaczyła marszruta puszczonego swobodnie królewskiego słonia. Za życia Anawrahty ukończono trzy wznoszące się kolejno na sobie czworoboczne tarasy stanowiące podstawę dla dzwonu, który, wraz z dwoma kolejnymi, okrągłymi tarasami ukończono już za panowania Kyanzitthy w roku 1087.
Szwezigon jest pierwszą dużą budowlą wzniesioną w stylu birmańskim (a nie charakterystycznym dla kultury Monów czy Cejlonu). Unikatową jej cechą jest to, że jako jedyna w Pagan nie została ona wybudowana z cegły, ale z kamienia (piaskowca), który jest budulcem trudno dostępnym w tym rejonie. Na jej tarasach umieszczono panele przedstawiające sceny Dżataki. Wykonano je z kamienia pokrytego zieloną glazurą. Osobliwością jest fakt, że przedstawianych scen jest 550, a nie, jak zwykle, 547. Jest to też pierwsza stupa, w obrębie której zezwolono na umieszczenie wizerunków natów. Włączenie tych duchów do kultu buddyjskiego ułatwiało szerzenie się buddyzmu wśród Birmańczyków. Wśród wizerunków 37 natów znajduje się kamienny posąg ich króla – Thagyamina. Jest to najstarszy wolnostojący wizerunek tego ducha w Birmie. Przy zachodnim wejściu na teren świątyni znajdują dwa kamienne lwy (ang. chinthe) – najstarsze w Paganie – stylizowane na sposób chiński, co jest dla Paganu typowe. Lwy umieszczone przy pozostałych wejściach są ich stiukowymi kopiami. Na terenie pagody znajduje się też ważący 3423 kg miedziany dzwon pokryty inskrypcjami opisującymi pierwszych 6 lat panowania króla Bayinnaunga.
Pagoda Szwezigon znajduje się na terenie obecnego Nyaung U.

### Świątynia Ananda
(birm.: အာနန္ဒာဘုရား /ànàɴdà pʰəjá/)

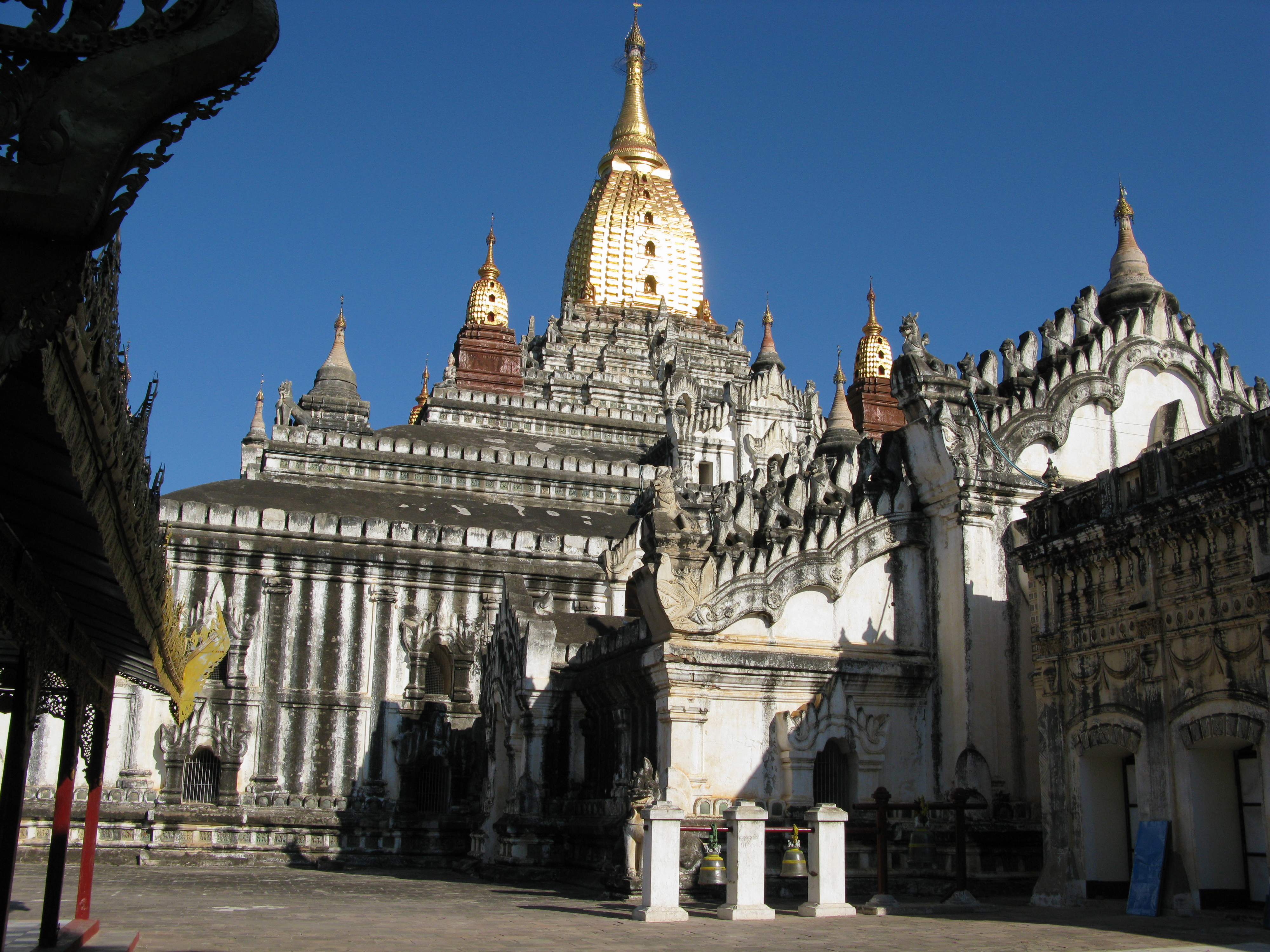
Świątynia Ananda

Nazwa świątyni pochodzi z sanskrytu i oznacza doskonałe szczęście. Powstała ona na przełomie XI i XII wieku za panowania Kyanzitthy. Według legendy opisanej w późniejszych kronikach, króla Kyanzitthę odwiedziło ośmiu oświeconych mnichów (arahantów) medytujących w Grocie Nandamula na górze Gandhamadana. Król nakarmił i ugościł przybyszy, a w zamian poprosił ich, by użyli swych mocy do przywołania obrazu Groty. Następnie Kyanzittha wzniósł świątynię wzorując się na swojej wizji.
Świątynię Ananda wybudowano na planie krzyża greckiego, z litym rdzeniem w centrum oraz czterema długimi holami wejściowymi jako jego ramionami. Ma ona wysokość 52 metrów. Dolne piętro stanowi podstawę dla sześciu kwadratowych tarasów. Na najwyższym tarasie spoczywa dużą złocona wieża (wimana) na planie kwadratu, z czterema wypukłymi ścianami. Przez środek każdej ze ścian przebiega pionowa nisza w której umieszczono pięć wizerunków Buddy. Na szczycie wieży znajduje się pozłacana stupa w kształcie dzwonu. Pomimo wysokiego dolnego piętra i dużej wysokości całkowitej, świątynia charakteryzuje się typową dla obiektów powstałych we Wczesnym Okresie dominacją mocnych linii poziomych.

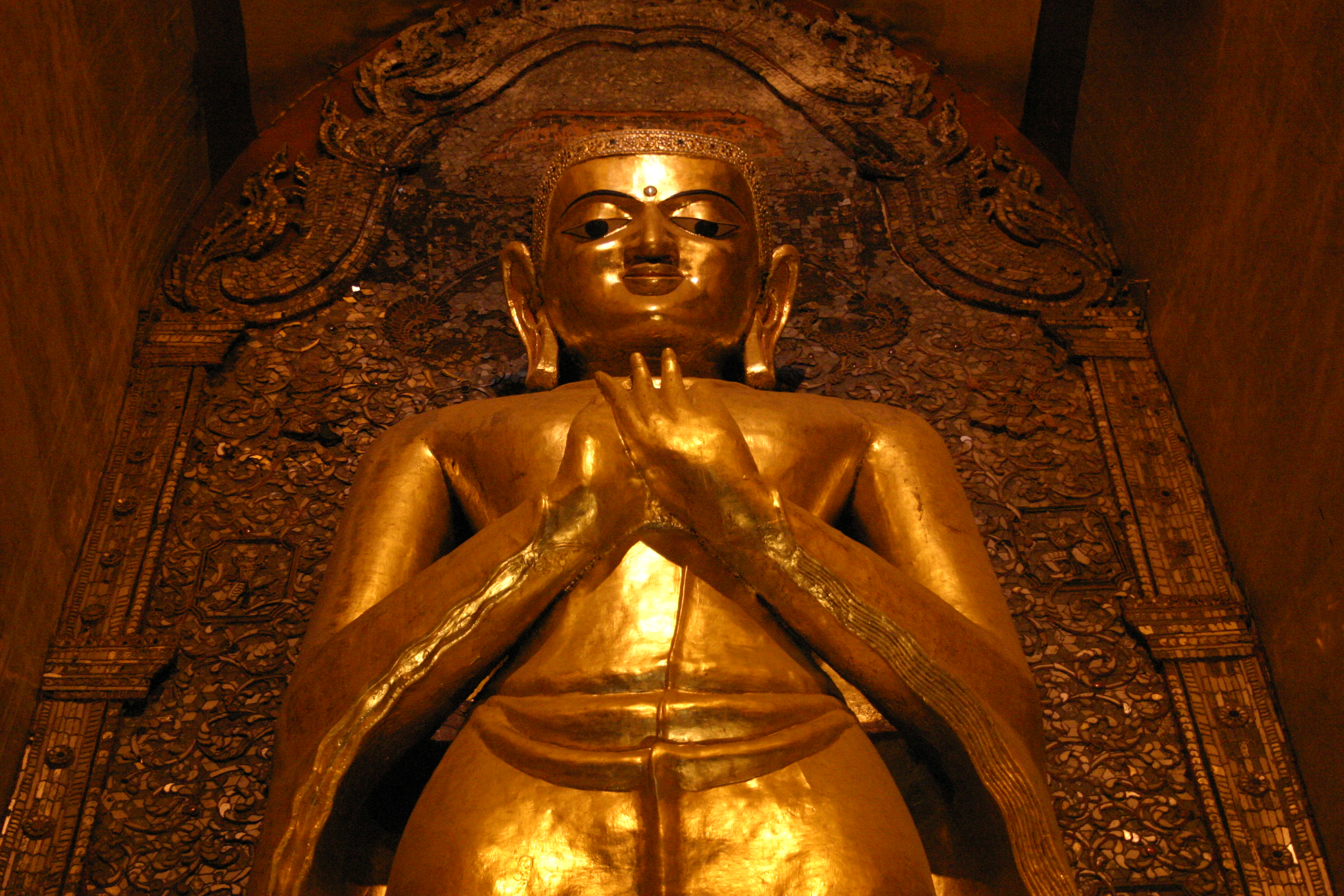
Jeden z posągów Buddy w Świątyni Ananda.
Ręce ułożone w geście dharmaćakramudra.

W czterech wnękach rdzenia umieszczone są główne obiekty kultu w postaci wysokich (9,5 m) wizerunków stojącego Buddy wykonanych z pozłacanego drewna. Przedstawiają one Buddę historycznego (strona zachodnia), oraz poprzedzających go w naszej epoce trzech wcześniejszych Buddów: Kakusandhę (strona północna), Konagamanę (strona wschodnia), Kassapę (strona południowa). Tylko posągi północny i południowy są oryginalne przedstawiając styl typowy dla Okresu Wczesnego. Osobliwością jednego z tych wizerunków jest to, że pomimo pozycji stojącej ręce Buddy ułożone są w geście dharmaćakramudry (głoszenia nauki). Wszystkie wcześniejsze obrazy Buddy nauczającego przestawiają go w pozycji siedzącej.
We wnękach każdego z czterech pomieszczeń wejściowych znajduje się 16 rzeźb przedstawiających najważniejsze wydarzenia z życia Buddy. Wnętrze świątyni zorganizowane jest wokół dwóch okrężnych korytarzy. W wewnętrznej ścianie zewnętrznego korytarza znajduje się 80 nisz w dwóch rzędach, zawierających rzeźbione panele przedstawiające w porządku chronologicznym sceny z życia Buddy. Pierwszy panel znajduje się w dolnym rzędzie przy wejściu zachodnim, a kolejne rozmieszczone są wokół świątyni zgodnie z ruchem wskazówek zegara, najpierw w rzędzie dolnym, a następnie górnym tak, że aby poznać całą historię należy obejść korytarz dwukrotnie. Przedstawione sceny wykazują silne podobieństwo do palijskiego tekstu pochodzącego z V lub VI wieku (Nidanakatha). Niektóre z tych scen są unikatowe dla sztuki buddyjskiej, jak na przykład przedstawienie omdlenia Buddy na końcu jego sześcioletniej głodówki. Inną unikatową dla Paganu cechą tych przedstawień jest to, że dominują w nich postaci Buddy, podczas gdy obrazy opowieści zostały zepchnięte na ścianę piedestału, na którym Budda spoczywa. Powyżej znajduje się jeszcze pięć rzędów nisz, jednak umieszczone w nich wizerunki nie są widoczne dla osób stojących na dole.
W zewnętrznej ścianie świątyni znajduje się ponad 1500 wnęk, w których umieszczono pokryte zieloną glazurą kafle, z umieszczonymi na nich scenami i podpisami sporządzonymi w języku mon. Na każdym z sześciu tarasów znalazły się sceny z Dżataki, przy czym na trzech najwyższych są to epizody z dziesięciu ostatnich, najbardziej znanych opowieści (Mahanipata). W niszach znajdujących się w podstawie świątyni umieszczono sceny walki Buddy z armią demonów Mary.

### Świątynia Dhammayangyi
(birm.: ဓမ္မရံကြီးပုထိုး /dəma̰jàɴdʑí pətʰó/)

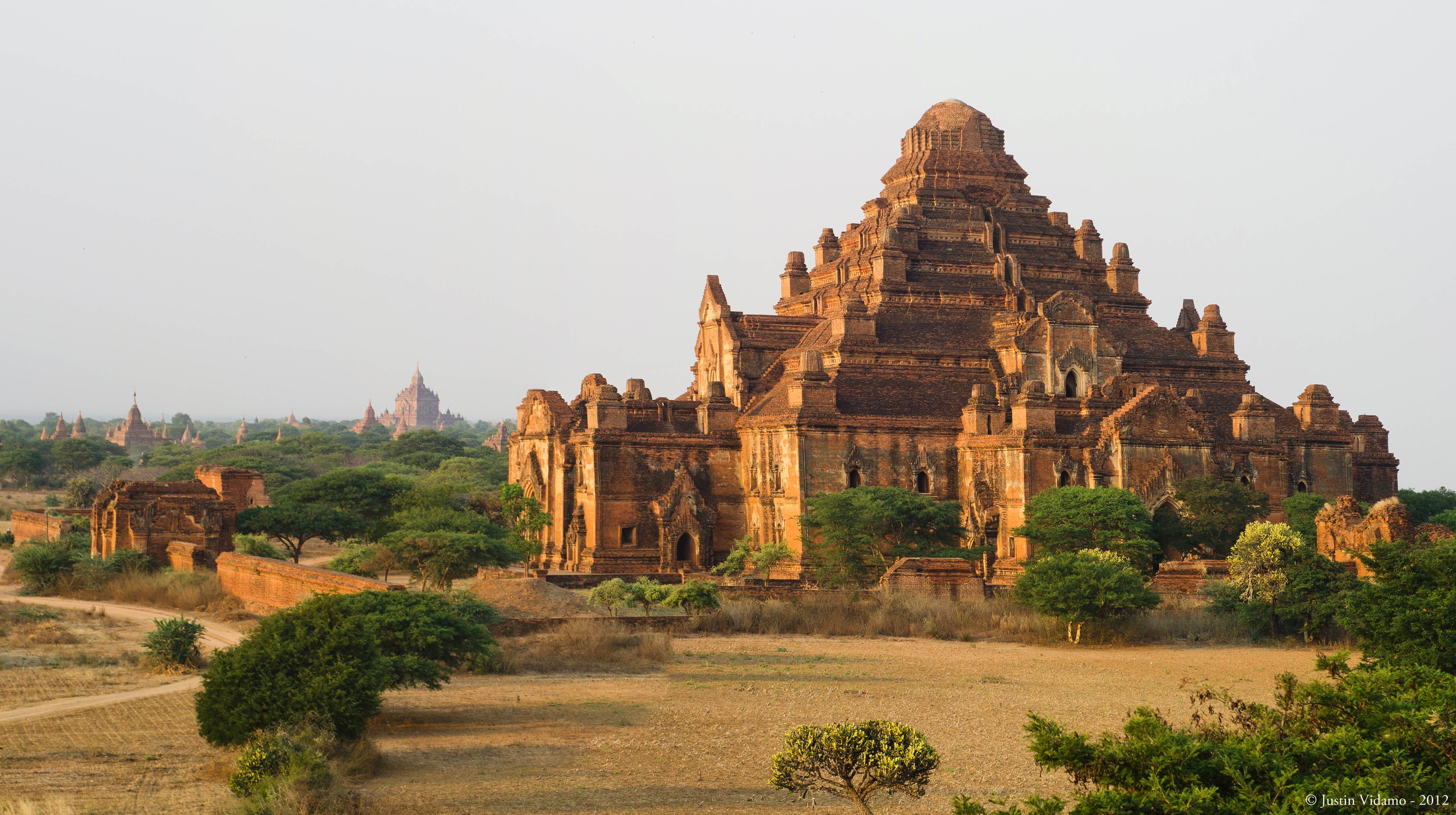
Świątynia Dhammayangyi

Największą świątynię Paganu wybudowano za panowania króla Narathy bądź jego ojca – Alaungsithu, w latach 1163–1165. Według legend ufundowanie Dhammayangyi miało służyć odkupieniu jego licznych win, wśród nich zamordowania własnego ojca i brata, a także żony. Według innej legendy, podczas budowy król nakazał, aby cegły dopasowywano do siebie tak ściśle, by nie mieściła się między nimi szpilka. Murarzom, którzy nie spełnili tego warunku miał kazać obcinać ręce.

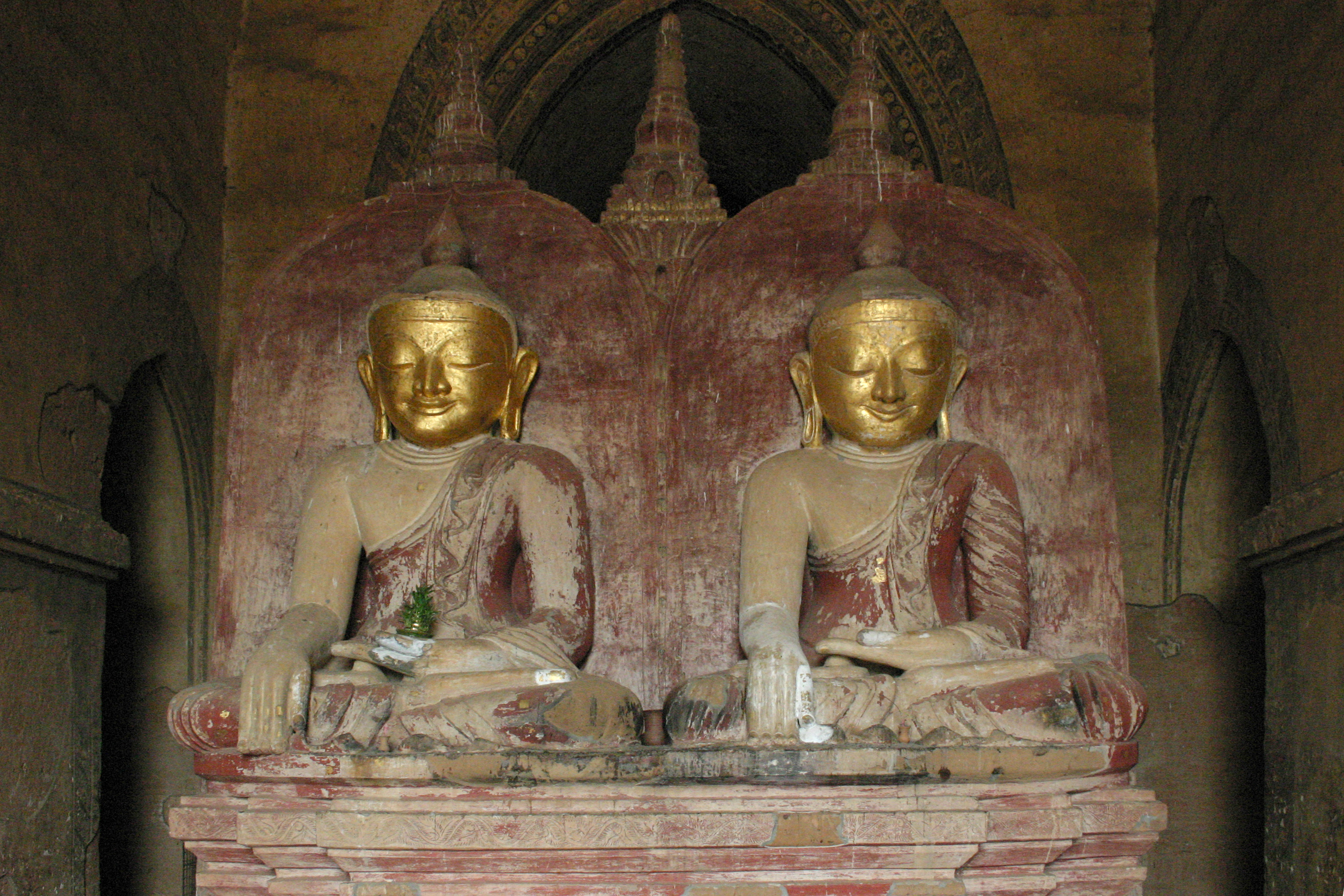
Świątynia Dhammayangyi
Budda Siakjamuni obok Buddy Majtreji

Świątynię Dhammayangyi zbudowano na planie niemal identycznym jak Świątynię Ananda (krzyż grecki, dwa okrężne korytarze wokół ceglanego rdzenia), jest ona jednak bardziej obszerna, choć nigdy nie została ukończona. Wewnętrzny okrężny korytarz został z nieznanych powodów zasypany ceglanym gruzem. Z tego powodu dostępna jest tylko jedna z czterech nisz przeznaczonych na wizerunki Buddy – jest to nisza wschodnia. Znajdujący się w niej posąg nie jest oryginalny, ale pochodzi z okresu królestwa Ava. Pozostałe wizerunki zamiast w niszach umieszczono w odpowiadających im holach wejściowych. Dhammayangyi jest jedyną świątynią Paganu, w której znalazł się posąg siedzących obok siebie dwóch Buddów: współczesnego (Gautamy) i przyszłego (Maitreji). Znajduje się on w zachodnim holu wejściowym. Korytarze posiadają stropy kolebkowe, co jest cechą typową dla świątyń Okresu Późnego.
Na dachu podstawy znajduje się sześć wysokich (ale kolejno coraz niższych), stromo pochylonych tarasów, co nadaje świątyni kształt piramidy. Dzięki temu oś pionowa równoważy linie poziome. Na tarasach znajdują się nisze przeznaczone na płytki z przedstawieniami Dżataki, które jednak pozostały puste. Znajdująca się na szczycie świątyni wieża jest uszkodzona – brak jej wierzchołka wraz z wieńczącą ją stupą.

### Świątynia Thatbyinnyu
(birm.: သဗ္ဗညုဘုရား)

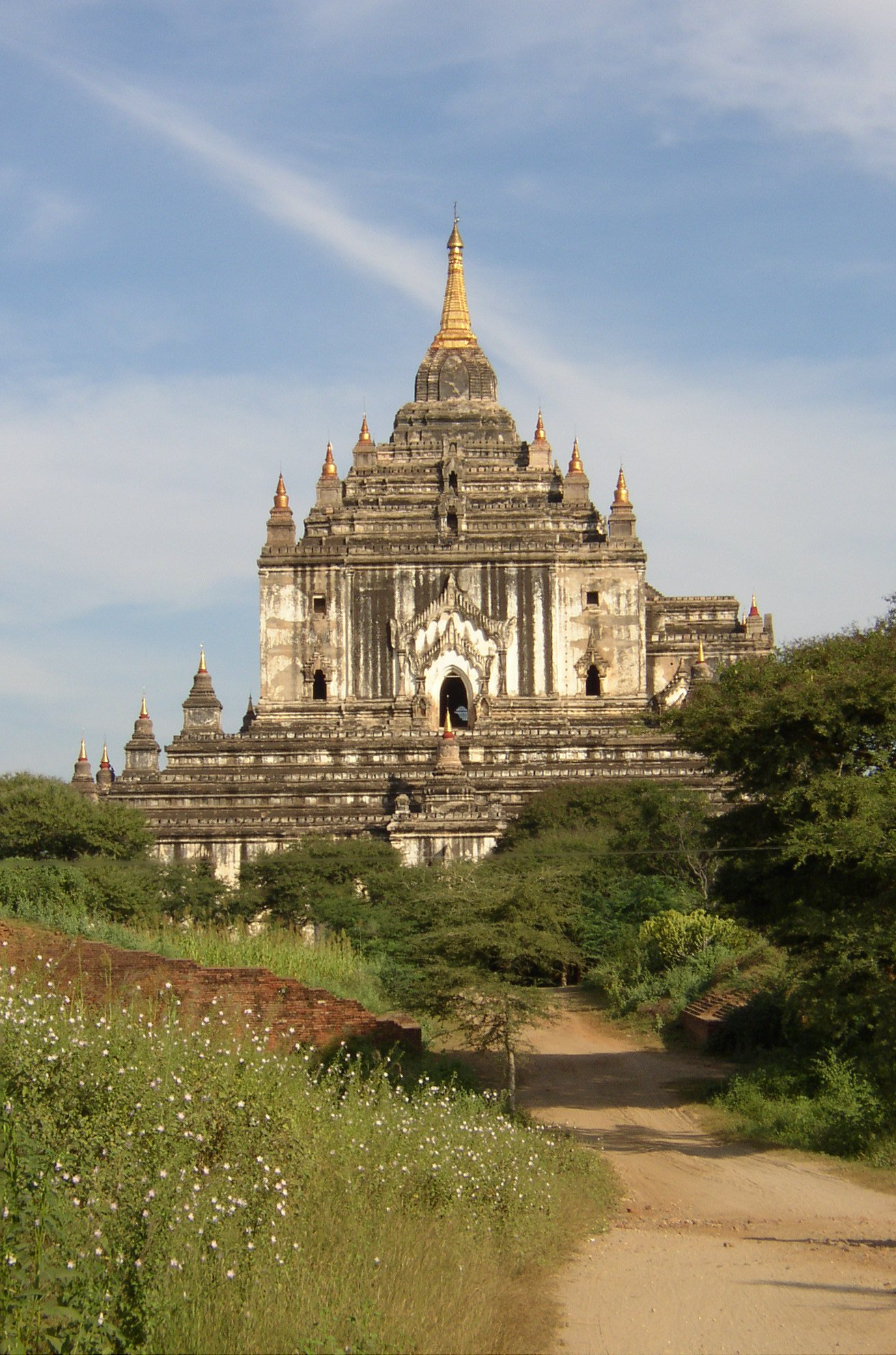
Świątynia Thatbyinnyu

Nazwa świątyni tłumaczy się jako wszechwiedza – jeden z atrybutów Buddy. Jest to najwyższa świątynia Paganu (61 m). Wybudowana została za panowania króla Alaungsithu w roku 1144 w obrębie murów miasta. Zbudowana jest na planie niesymetrycznego krzyża, w formie dwóch leżących na sobie prostopadłościennych brył stanowiących dwa piętra budowli (niektórzy autorzy, np. Raezer, U Lu Pe Win, uwzględniając półpiętra twierdzą, że jest ona cztero- a nawet pięciopiętrowa). Na każdym z pięter znajdują się po trzy tarasy z iglicami w rogach. Dolne piętro zbudowane zostało na planie z ceglanym rdzeniem w środku, co umożliwiło uniesienie ciężaru całej konstrukcji. Piętro to służyło za mieszkanie dla mnichów. Piętro górne nie zawiera rdzenia, otoczona jest za to korytarzem. Główny posąg znajduje się na tym właśnie piętrze – takie rozwiązanie zostało zastosowane po raz pierwszy właśnie w Thatbyinnyu. Jeszcze wyżej, na półpiętrze znajdowała się biblioteka. Główny posąg świątyni nie jest oryginalny – pochodzi z XIII wieku. Zwieńczenie świątyni stanowi względnie niska i szeroka wieża (wimana) ze stupą na szczycie.
Ściany wnętrza świątyni zostały pobielone podczas jednego z remontów, co spowodowało zniszczenie większości zdobiących je malowideł.
Świątynia Thatbyinnyu nie została ukończona – brak na przykład przedstawień Dżataki, choć na tarasach znajdują się przeznaczone dla nich wnęki.

### Świątynia Gawdawpalin
(birm.: ကောတော့ပလ္လင်ဘုရား /ɡɔ́dɔ̰pəlɪ̀ɴ pʰəjá/)

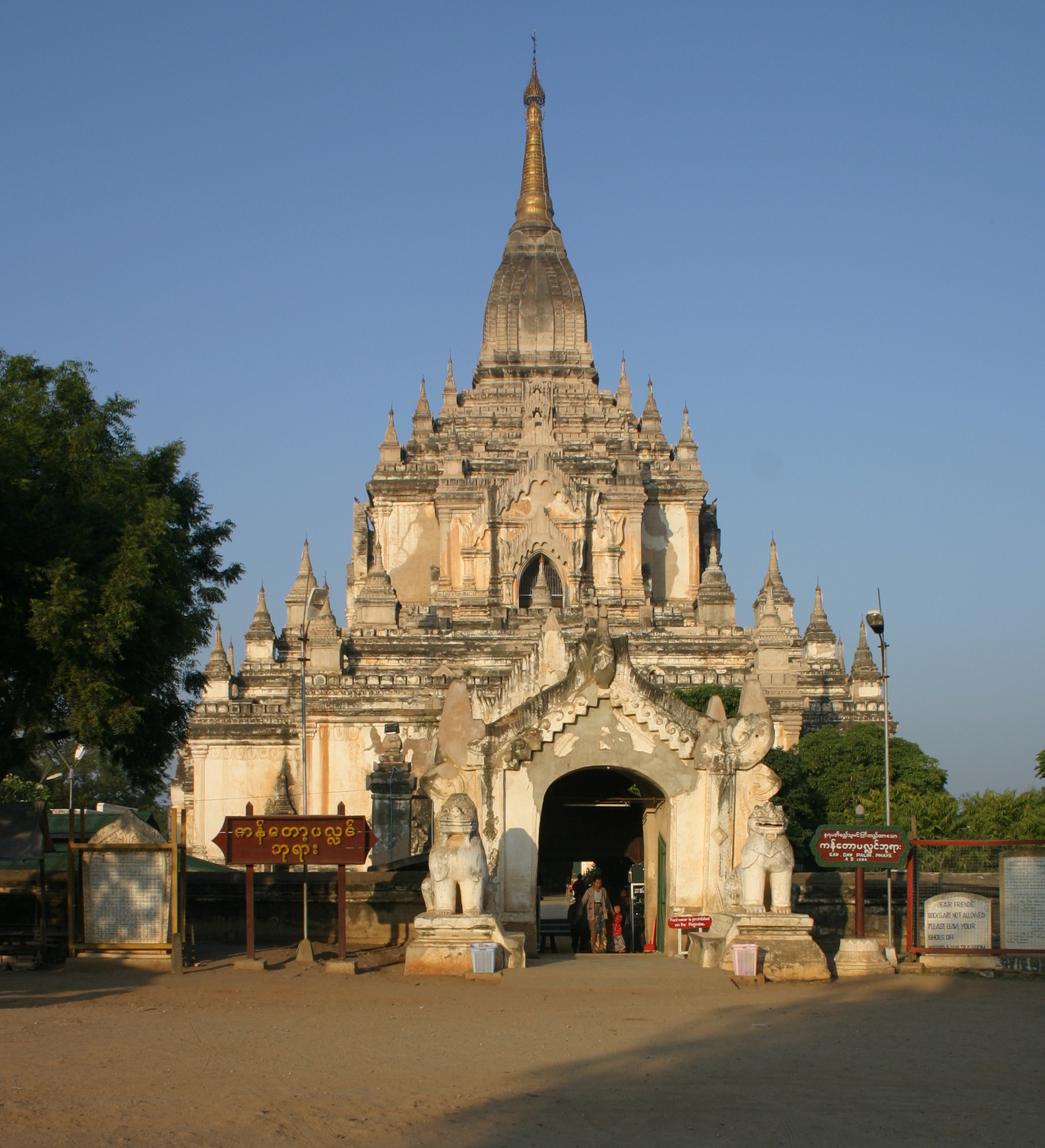
Świątynia Gawdawpalin

Świątynię tę wybudowano prawdopodobnie w roku 1203 za panowania króla Narapatisithu. Znajduje się ona obecnie na terenie wsi Old Bagan, w obrębie dawnych murów miasta. Jest to druga pod względem wysokości świątynia Paganu (55 m). Wzorowana jest ona na Thatbyinnyu (dwa piętra, trzy tarasy na pierwszym, cztery na drugim piętrze), jest jednak od niej smuklejsza. Obydwa piętra oparte są na planie z ceglanym rdzeniem i otaczającym korytarzem. Główna świątynia znajduje się na piętrze. Znajdują się w niej cztery posągi reprezentujące czterech ostatnich Buddów, z głównym posągiem umieszczonym na wprost wejścia. Świątynia Gawdawpalin została znacznie uszkodzona podczas trzęsienia ziemi w roku 1975 i odbudowana w latach następnych.

### Świątynia Sulamani
(birm.: စူဠာမဏိ /sùlàmənḭ pʰəjá/)

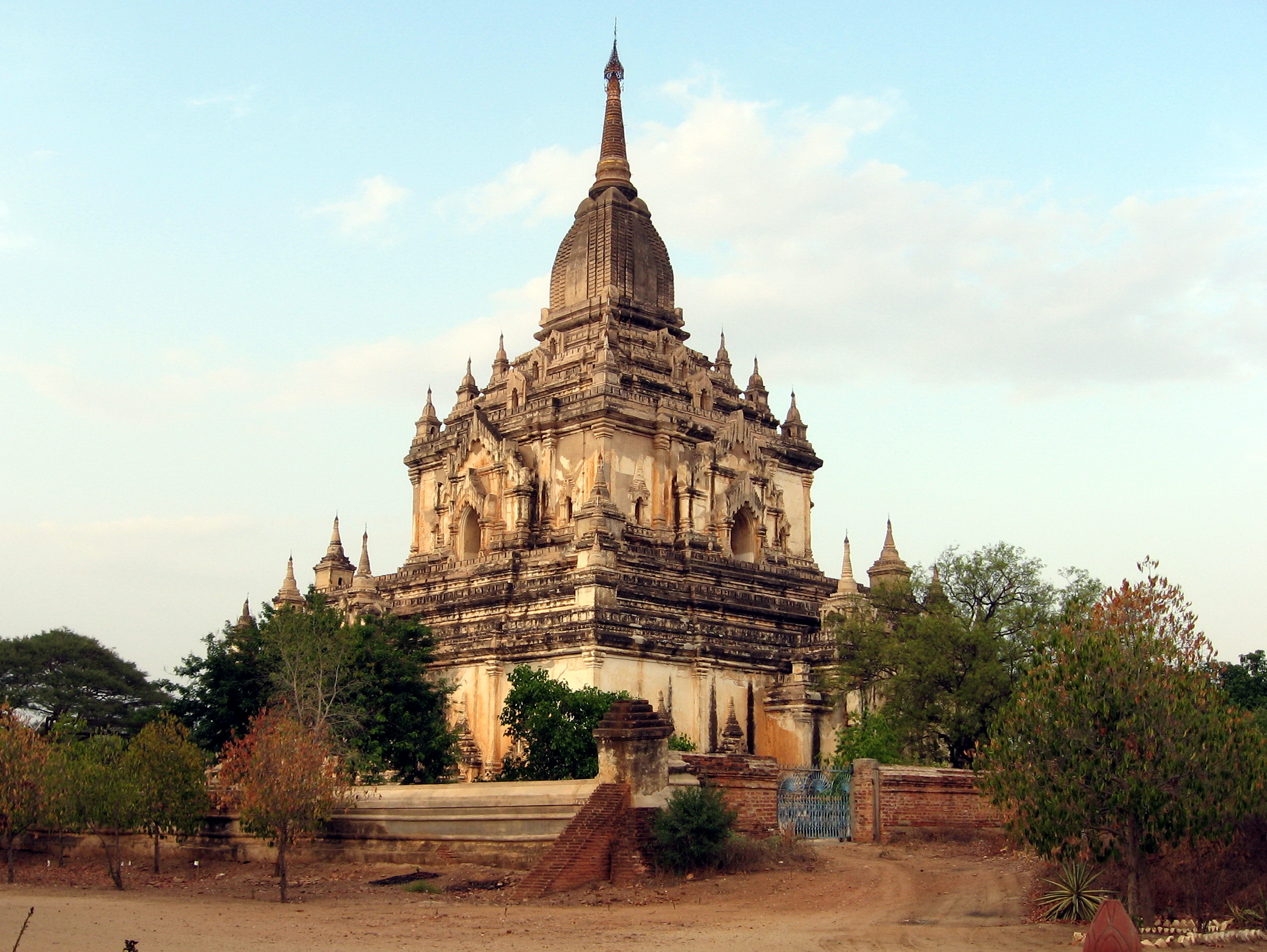
Świątynia Sulamani

Świątynia Sulamani znajduje się obecnie na terenie wsi Minnanthu, w południowo-wschodniej części dawnego Paganu. Zbudowana została w roku 1183 przez króla Narapatisithu. Jest to świątynia dwupiętrowa, a każde z pięter zbudowano na planie z ceglanym rdzeniem i okrężnym korytarzem. Na każdym z pięter znajdują się po trzy tarasy. Stanowi ona szczytowy przykład typowego dla Okresu Późnego nacisku na pionową oś budowli. Osiągnięto to zwężając piętro (przy niezmienionej w stosunku do starszych budowli jego wysokości), powiększając wieżę oraz zwężając i podwyższając hole wejściowe.
Gzymsy dolnej części świątyni i spoczywających na niej tarasów wyłożone są szkliwionymi płytkami z motywami geometrycznymi i roślinnymi. Elementami bogatego wystroju zewnętrznego są też sztukaterie znajdujące się na narożnych stupach i ponad bocznymi wejściami.
Na ścianach korytarza dolnego poziomu świątyni znajdują się bardzo dobrze zachowane freski z okresu dynastii Konbaung (1752-1885).

### Świątynia Abeyadana
Świątynia Abeyadana zbudowana w czasie panowania Kyanzittha, króla dynastii Pagan na przełomie XI i XII wieku. Składa się z dwóch połączonych prostokątnych budynków, w pierwszym znajduje się właściwa świątynia, drugi to hol wejściowy. W świątyni znajduje się duża płaskorzeźba Buddy a sama świątynia ozdobiona jest wieloma freskami przedstawiającymi bóstwa hinduistyczne m.in. Brahmę, Wisznu, Sziwę i Indrę .